# حقوق الإنسان في موناكو
موناكو دولة يحكمها أمير ذو سيادة ومجلس وطني يتعاونان في جميع الإجراءات التشريعية. أجرت البلاد انتخابات في عام 2013 وأعلن المراقبون الدوليون أنها انتخابات شرعية وصحيحة.وضعت موناكو سياسات لحماية حقوق الإنسان، ومع ذلك هناك ضغوط من جهات متعددة لتحسين هذه الحقوق داخل البلاد.

علم موناكو

شهدت موناكو مؤخرًا عدة حالات تتعلق بسوء معاملة السجناء، بما في ذلك مزاعم بأن مرافق السجون لم توفر وقتًا كافيًا للترويح عن السجناء. بالإضافة إلى ذلك، تعمل منظمات كبيرة مثل اللجنة الأوروبية لمنع التعذيب التابعة لمجلس أوروبا على مراجعة نظام السجون في البلاد. وتشمل القضايا الأخرى الحفاظ على الأمن الوطني، حيث تحتفظ الدولة بتسجيلات صوتية للأفراد المشاركين في الجريمة المنظمة.

## الحريات المدنية

### حرية التعبير
تدعم موناكو حرية التعبير لمواطنيها وهو حق مكفول بموجب الدستور، وبشكل عام تحترم السلطات الحكومية هذا الحق، ومع ذلك ينص قانون العقوبات في موناكو على حظر أي انتقاد علني للعائلة الحاكمة.

### حرية الدين
انظر أيضًا: الدين في موناكو

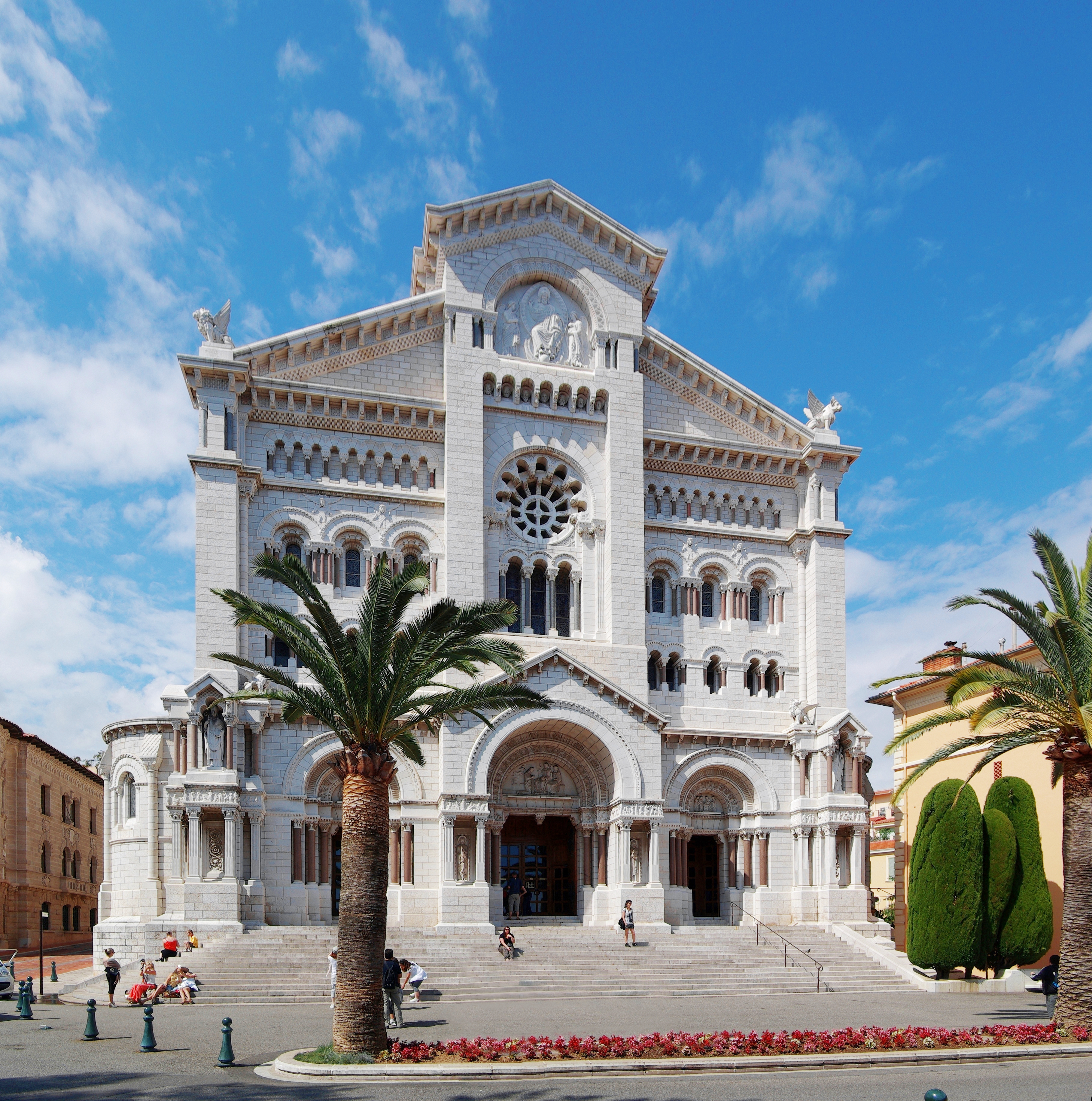
كاتدرائية نوتردام، موناكو

الكاثوليكية الرومانية هي الدين الرسمي للدولة حيث يتبع حوالي 95% من سكان موناكو هذه الديانة، وتنتمي موناكو إلى أبرشية جبل طارق. يتيح القانون حرية الدين الكاملة. تحتوي الدولة على كاتدرائية واحدة، وكنيس يهودي، وخمس كنائس كاثوليكية.

### حرية التنقل
بشكل عام يمكن لسكان موناكو التنقل بحرية داخل المساحة الصغيرة التي تشملها الدولة، ومع ذلك هناك لوائح تتعلق بحق الموناكويين في العمل في الدول المجاورة. يتمتع سكان موناكو بحقوق خاصة تتعلق بالعودة إلى الوطن واكتساب الجنسية الأجنبية. على سبيل المثال يمكن للدولة سحب جنسية أحد الموناكويين لأسباب مثل الحصول على جنسية أجنبية، إلا أن الأمير يتمتع بصلاحية إعادة الجنسية بعد التشاور مع المجلس الملكي.
بالنسبة للاجئين تطبق الحكومة اتفاقية عام 1951 الخاصة بوضع اللاجئين وبروتوكول عام 1967. توجد ترتيبات عدة بين موناكو وفرنسا بشأن اللجوء السياسي للاجئين، مع مراعاة القوانين الدستورية الفرنسية.

## نظام العدالة الجنائية في موناكو

### المحاكمات
يوجد في موناكو ثلاث مستويات من السلطة القضائية، التي تتعامل مع القضايا المدنية والجنائية على حد سواء. تشمل هذه المستويات:
1. اختصاص المحكمة الابتدائية – يتم تقسيم هذا الاختصاص إلى مكاتب قاضي الصلح، المحكمة الابتدائية، والمحاكم المختلفة الأخرى.
2. محكمة الاستئناف – تختص محكمة الاستئناف بمراجعة الأحكام الصادرة عن محاكم الاستئناف. كما يمكن للمحكمة الابتدائية أن تنظر في بعض القضايا الاستئنافية، وفقًا للقوانين الحكومية.
3. محكمة المراجعة – تعمل هذه المحكمة كمنصة ثانوية للفصل في القضايا. تضمن تطبيق المحاكم الأدنى للقانون بشكل مناسب. كما يمكن للمحكمة أن تقرر الموافقة على الاستئناف أو إلغائه، أو قد تقرر إعادة القضية إلى المحكمة الدنيا للتحقيق الإضافي.

### المحكمة العليا في موناكو
للمحكمة العليا في موناكو اختصاصات خاصة، تشمل:
1. القضايا الدستورية – يمكن للمحكمة العليا مراجعة قضايا الإلغاء، وقضايا التعويضات القانونية، والانتهاكات المتعلقة بالحقوق الدستورية.
2. الشؤون الإدارية – تشمل مراجعة تصرفات السلطات الإدارية، وكذلك الأنشطة التي تتعلق بالإلغاء.

## الحقوق الدستورية في موناكو
يحمي دستور موناكو مواطنيها من الاعتقال أو المحاكمة التعسفية، ويحمي المواطن من الحجز عندما لا يكون الشخص مشتبهاً في ارتكابه جريمة. تشمل الحقوق الأساسية شرطًا يقضي بأن تقوم السلطات المكلفة بتنفيذ القانون بإحضار الشخص المتهم بارتكاب جريمة أمام المحكمة خلال 24 ساعة. تقوم موناكو بإطلاق سراح جزء كبير من المحتجزين بدون كفالة، ومع ذلك يمكن للقاضي المُحقق إصدار قرار بحبس الفرد لمدة تصل إلى 120 يومًا بناءً على عوامل تحقيق معينة. علاوة على ذلك لا تجبر موناكو مواطنيها على النفي عندما يُشتبه في ارتكابهم جريمة.

### السجون
لقد تعرض نظام السجون في موناكو لانتقادات من عدة جهات حول العالم. على الرغم من أن موناكو تبذل جهدًا لتوفير الموارد المناسبة للمجرمين، فقد وُجهت انتقادات بشأن المرافق الإصلاحية في البلاد. وقد انتقدت وكالات حقوق الإنسان الدولية موناكو بسبب إرسال جميع السجناء المحكوم عليهم بالسجن طويل الأمد إلى فرنسا، وكذلك الظروف التي يُحتجز فيها السجناء الذين يتجاوز احتجازهم 24 ساعة. تشمل هذه الظروف نقص التمارين الخارجية أو المساحة الكافية للترويح؛ نقص الوصول إلى أشعة الشمس؛ وعدم وجود مساحة كافية للسجناء للاحتفاظ بممتلكاتهم الشخصية.
يتم التحكم في نظام السجون في موناكو من قبل أطراف مستقلة غير حكومية مثل "CPT"، التي تقوم بإجراء تقييمات دورية للسجون في موناكو. ومن خلال هذه الفحوصات يتم تكليف المسؤولين المعنيين في السجون بالحفاظ على ودعم حقوق الإنسان داخل النظام الإصلاحي.

## الحماية
يتعامل القضاء ودستور موناكو مع حالات الانتهاك مع توفير حلول لها. كما يمنح الدستور بعض الحقوق لسكان موناكو الذين يبلغ عددهم 5000 نسمة ويصنفون كمواطنين موناكويين مثل التعليم المجاني، والمساعدة المالية للمحتاجين، وحق انتخاب المسؤولين وشغل المناصب الوطنية.

## حقوق الأطفال
تدعم حكومة موناكو بشكل عام حقوق الأطفال ورفاهيتهم ومن ضمن النماذج وجود برامج رعاية صحية كثيرة للأطفال.[بحاجة لمصدر]
أظهرت الدراسات الديموغرافية التي أُجريت في عام 2010 أن معدل الوفيات للأطفال تحت سن الخامسة قد انخفض إلى أقل من 4%. علاوة على ذلك، 97% من الأطفال لديهم وصول إلى موارد مثل مياه الشرب النظيفة. كما يحصل الأطفال على التطعيمات الكافية ضد الأمراض. يتم تقنين الإجهاض في موناكو منذ عام 2009، ويقتصر على الحالات التي تشمل مشكلات صحية خطيرة.
تقدم الدولة تعليمًا عامًا إلزاميًا للأطفال. وفقًا لتقارير من اليونيسف، يحتاج النظام التعليمي إلى مزيد من الالتزام بحقوق الإنسان، بالإضافة إلى الامتثال لاتفاقية مكافحة التمييز في المدارس. كما قدمت الأمم المتحدة عدة توصيات لموناكو بشأن التشريعات التي تعزز حماية حقوق الأطفال.
تعمل موناكو بنشاط على تعزيز حق الأطفال في عدم التجنيد في الجيش.